# Jeneverfeesten Hasselt
De Hasseltse Jeneverfeesten zijn een jaarlijks stadsfeest om de rijke jenevercultuur van Hasselt te vieren. Dit tweedaagse feest trekt elk jaar duizenden bezoekers aan. Tijdens de editie van 2024 waren er 135.000 mensen aanwezig.

## Geschiedenis
De eerste editie van de Jeneverfeesten vond plaats in 1990. Toen vonden de feesten echter op 1 dag plaats. Deze dag bestond uit een tentoonstelling in het Jenevermuseum en een wandelroute langs de bestaande stokerijen.
Sinds 1991 vinden de Jeneverfeesten plaats in het derde weekend van oktober. Het initiatief kwam oorspronkelijk van de dienst Cultuur van de stad Hasselt, in samenwerking met de Hasseltse stokerijen en het Nationaal Jenevermuseum. De eerste twee edities vonden plaats onder de naam ‘Hasseltse Jeneverroute’. Vanaf de derde editie werd de naam ‘Jeneverfeesten’ geïntroduceerd. 
In 2013 werd de organisatie van de feesten toevertrouwd aan ‘vzw Jeneverfeesten’, in samenwerking met de stad Hasselt. Vanaf 2023 is de stad zelf opnieuw de hoofdorganisator, al blijft de vzw een ondersteunende rol vervullen. 

## Tradities en activiteiten

### Tradities
De jeneverfeesten bieden een paar tradities die jaarlijks terugkomen:
- De Kelnerwedloop: Tientallen kelners verzamelen om de eer van de horecazaak, waarvoor ze werken, te verdedigen. De eerste over de meet krijgt zijn/haar gewicht in jenever als beloning. Ook regulieren stamgasten zijn welkom.
- De Jenever Brocantemarkt: Op het Kolonel Dusartplein vindt jaarlijks een brocantemarkt plaats. Verschillende standhouders verkopen oude reclames, emailborden en brocante.
- Het Jenevermuseum: Het museum opent tijdens de feesten verschillende expo’s. Daarnaast stelt het zijn vers gestookte Graanjenever voor aan het publiek, die eerst goedgekeurd moet worden door de burgemeester. Vervolgens wordt de nieuwe jeneverambassadeur bekent gemaakt.
- Het Borrelmanneke en het Borrelvreuke: 1 keer per jaar laten het Borrelmanneke en Borrelvreuke jenever uit hun ton vloeien in plaats van water. Omstanders genieten van een gratis borrel.
- De Confrérie van de Hasseltse Jenever: De Confrérie van Hasselt viert op zaterdag jaarlijks hun hoogdag.

### Activiteiten
Naast de tradities, zijn er nog een aantal andere activiteiten. Het programma van de Jeneverfeesten breidt bij elke editie uit. 
- (Gratis) jeneverproeverij bij diverse standjes
- Livemuziek, straattheater en fanfares
- Traditionele stoet en optredens van volksgroepen
- Officiële afterparty in de Versuz

### Jos Tuts
Jos Tuts is een bekend figuur binnen de Jeneverfeesten in Hasselt. Als muzikant en uitgesproken jeneverliefhebber is hij al sinds de eerste editie betrokken bij het evenement. Hij trad oorspronkelijk op met de folkgroep ‘De Stoopkes’. Sinds enkele jaren zorgt hij voor solo-optredens in het Hasselts dialect. Tuts organiseert samen met de Hasseltse Stadsraad het Jeneverfestival op het Groenplein, dat tijdens het feestweekend uitgroeit tot het zogeheten Ambianceplein. Hij is tevens de bedenker van het Tutske, een naar hem vernoemde jenever.

## Organisatie
Tijdens de Hasseltse Jeneverfeesten is er een actieve betrokkenheid van lokale stokerijen. Tijdens dit weekend presenteren erkende stokerijen zoals Fryns, Smeets, Distillery Massy, ’t Stookkot en Vanderlinden hun jenevers en likeuren op diverse locaties in de stad.
Daarnaast werken de stokerijen soms samen aan nieuwe projecten. Een voorbeeld hiervan is het Beiërdrèpke, een jeneverbier dat voortkomt uit een samenwerking tussen Fryns Distillery en Hoptwins Brouwers.